# Fadil Muriqi
Fadil Muriqi (serb.-chorw. Fadilj Murići, cyr. Фадиљ Мурићи; ur. 17 listopada 1959 w Peciu) – jugosłowiański i kosowski piłkarz, następnie trener.